# Ивановское сельское поселение (Пермский край)
Ивановское се́льское поселе́ние — муниципальное образование в Ильинском районе Пермского края Российской Федерации.
Административный центр — село Ивановское.

## География
Площадь территории сельского поселения составляет 57300 га. Через сельское поселение протекают: р. Чёрмоз, р. Бадья, р. Ленва, р. Ломашор и  р. Роман-Шор

## История
Образовано в 2004 году в связи с принятием Закона Пермской области от 10.11.2004 года № 1731-353 «Об утверждении границ и наделении статусом муниципальных образований Ильинского района Пермской области» и закона Пермской области от 10.10.2005 № 2550-564 «О внесении изменений в Закон Пермской области «Об утверждении границ и о наделении статусом муниципальных образований Ильинского района Пермской области».

## Население
| 2010 | 2012  | 2013  | 2014 | 2015 | 2016 | 2017 |
| ---- | ----- | ----- | ---- | ---- | ---- | ---- |
| 1046 | ↘1040 | ↘1026 | ↘974 | ↘956 | ↘927 | ↘898 |
| 2018 | 2019  |       |      |      |      |      |
| ↗902 | ↘880  |       |      |      |      |      |

## Состав сельского поселения
| №  | Населённый пункт | Тип населённого пункта       | Население |
| -- | ---------------- | ---------------------------- | --------- |
| 1  | Анисимово        | деревня                      | 53        |
| 2  | Викулята         | деревня                      | 22        |
| 3  | Ерема            | посёлок                      | 94        |
| 4  | Ивановское       | село, административный центр | ↘384      |
| 5  | Каргино          | село                         | 220       |
| 6  | Коняево          | деревня                      | 47        |
| 7  | Мосино           | деревня                      | 77        |
| 8  | Мялицыно         | деревня                      | 3         |
| 9  | Некрасово        | деревня                      | 0         |
| 10 | Нилиги           | деревня                      | 14        |
| 11 | Нифонтово        | деревня                      | 39        |
| 12 | Олеково          | деревня                      | 17        |
| 13 | Орешково         | деревня                      | 1         |
| 14 | Пачи             | деревня                      | 15        |
| 15 | Петухи           | деревня                      | 0         |
| 16 | Сенино           | деревня                      | 3         |
| 17 | Старое Тяпугино  | деревня                      | 1         |
| 18 | Сырчики          | деревня                      | 4         |
| 19 | Тяпугино         | деревня                      | 52        |

На территории сельского поселения существуют нежилые деревни: Новиково, Тарасово, Новый посёлок, Михалёво и Верхний Романшор. Население в этих населенных пунктах отсутствует, но постройки сохранились.

## Местное самоуправление
Глава сельского поселения — Иванцев Александр Павлович, вступил в должность 14.03.2012. Адрес администрации: 617046, Пермский край, Ильинский район, с. Ивановское, ул. Советская, 16.